# メルコ・パワー・システムズ
メルコ・パワー・システムズ株式会社（英語名: Melco Power Systems Corporation）は、かつて存在した、兵庫県神戸市兵庫区の三菱電機神戸製作所内に本社を置く三菱電機グループのソフトウェア関連子会社である。
2022年（令和4年）4月1日をもって、当社を含む三菱電機グループのソフトウェア開発会社6社は三菱電機ソフトウエア株式会社に統合された。